# 건 (육십사괘)
건(乾)은 육십사괘의 하나이다.  육십사괘 건은 건위천으로서, 그 형태는 이 상하로 겹친 모양, 즉 건하건상(乾下乾上)으로 구성된다.
통행본 주역에서 64괘 중 첫 번째로 제시된다. 
마왕퇴 한묘 백서본 주역에서는 괘명이 '乾'이 아닌 '鍵'으로 기록되어 있다. 